# Кононенко Андрій Микитович
Андрій Микитович Кононенко — бандурист-учасник Полтавської капели бандуристів (1925-34 р). Автор статті про бандуру. Влаштував гастрольні подорожі капели, організував виготовлення нових інструментів та розчук нотного матеріалу втрачено під час війни. Секретар партійної організації. Збирає матеріали про історію Капели, упорядковує архів. Парторг капели.